# November 2007
Dit artikel geeft een chronologisch overzicht van belangrijke gebeurtenissen per dag in de maand november van het jaar 2007.

## Gebeurtenissen

### 1 november
- De tropische storm Noel heeft de afgelopen dagen de oostelijke Caraïben getroffen. Ongeveer honderd personen vonden daarbij de dood. Met name het eiland Hispaniola had het zwaar te verduren. De op dit eiland gelegen Dominicaanse Republiek heeft de meeste slachtoffers te betreuren. Tienduizenden personen moesten er vanwege het stijgende water een goed heenkomen zoeken.

### 2 november
- In Myanmar verklaren de militaire machthebbers de al sinds 2003 in het land wonende permanente VN-vertegenwoordiger Charles Petrie tot ongewenst persoon en sluiten ze ook de toegang tot internet vrijwel volledig af.
- Een humanitaire ramp dreigt in Somalië nadat honderdduizend mensen op de vlucht sloegen voor gevechten tussen troepen van de interim-regering en islamitische rebellen in en rond de hoofdstad Mogadishu.

### 3 november
- In Uruzgan komt de Nederlandse korporaal Ronald Groen om het leven als het pantservoertuig waarin hij zit op een bermbom rijdt. Twee andere militairen raken gewond.
- In de Spaanse gevangenissen van Alicante, Aranjuez, Meco en Valdemoro gaan een aantal veroordeelden voor de Madrid-aanslagen van 11 maart 2004 in hongerstaking.
- In de Mexicaanse deelstaten Tabasco en Chiapas treffen zware overstromingen door voortdurende regenval een miljoen inwoners.
- President Pervez Musharraf van Pakistan roept de noodtoestand uit in zijn land.
- Diverse voorlichters van het Nederlandse ministerie van Sociale Zaken blijken sinds juni 2006 illegaal via het internet nog niet gepubliceerde artikelen van de Geassocieerde Pers Diensten te lezen. De GPD vindt dat hierdoor de persvrijheid wordt aangetast.

### 4 november
- De centrumlinkse Álvaro Colom van de Nationale Eenheid van de Hoop (UNE) wint met 52% van de stemmen de presidentsverkiezingen in Guatemala.
- In Luxor is het gezicht van de mummie van Toetanchamon voor het eerst aan het publiek getoond door archeologen.

### 5 november
- 26 mensen worden opgenomen in het ziekenhuis en 77 anderen moeten een deel van de nacht in quarantaine verblijven nadat zij in een dierenwinkel in Hoogeveen mysterieuze ziekteverschijnselen kregen.
- De Belgische regeringsformatie duurt nu al 148 dagen, waardoor het record van de formatie van de regering-Martens VIII uit 1988 wordt geëvenaard.
- De Writers Guild of America, de vakbond van de Amerikaanse scenarioschrijvers, gaat in staking. De schrijvers willen een groter deel van de rechten op dvd's en nieuwe media.

### 7 november
- De ING Groep koopt voor 460 miljoen euro een belang van dertig procent in de Thaise TMB Bank.
- De Space Shuttle Discovery keert veilig terug naar de Aarde na een missie van vijftien dagen (STS-120) naar het Internationaal ruimtestation ISS.
- In de Zuid-Finse plaats Tuusula schiet op een scholengemeenschap een achttienjarige scholier om zich heen, doodt daarbij acht mensen en doet vervolgens een mislukte zelfmoordpoging; later overlijdt hij alsnog aan zijn verwondingen. De scholier had zijn schietactie van tevoren op de website YouTube aangekondigd. >>meer informatie

### 8 november
- Vanwege een storm wordt voor de eerste keer sinds de ingebruikstelling in 1997 de Maeslantkering gesloten. Ook de Oosterscheldekering en de Hartelkering worden gesloten.

### 9 november
- Yves Sahinguvu wordt beëdigd als eerste vicepresident van Burundi en volgt daarmee Martin Nduwimana op.

### 10 november
- De stranden van Scheveningen en 's-Gravenzande worden gedeeltelijk afgesloten nadat daar enkele fosforgranaten zijn gevonden.

### 11 november
- Het midden van Nederland wordt opgeschrikt door een of verscheidene harde knallen die worden veroorzaakt door twee F-16's die door de geluidsbarrière vliegen om een helikopter te onderscheppen na een Quick Reaction Alert-oproep.

### 13 november
- De liberaal-conservatieve coalitie van de Deense eerste minister Anders Fogh Rasmussen mag doorgaan voor een derde regeringstermijn na verkiezingen voor het Folketing.
- Bij een bomaanslag in het Filipijnse Huis van Afgevaardigden vallen drie doden en zeven gewonden. Onder de doden is de afgevaardigde van Basilan, Wahab Akbar.

### 15 november
- Zowel in Duitsland als in Frankrijk zijn de spoorwegen lamgelegd door stakingen. Bij de Deutsche Bahn is het de grootste staking ooit. In Parijs rijdt ook de metro niet. Een verkeerschaos is het resultaat.
- De gezamenlijke Nederlandse onderwijsorganisaties hebben hun leden in het voortgezet onderwijs opgeroepen om in de week van 26 november het werk neer te leggen, na vastgelopen cao-onderhandelingen. De bonden eisen onder meer een hoger lerarensalaris en een lagere werkdruk.
- In de Oostzee hebben Zweedse televisiemakers de resten gevonden van een 17e-eeuws, waarschijnlijk door Hollanders gebouwd, zeilschip. Het op ruim 100 meter diepte liggende houten schip is in zeer goede staat en wordt al vergeleken met de Vasa uit 1628, die na berging een van de belangrijkste trekpleisters van Stockholm is.

### 16 november
- De olieramp die op 11 november op de Zwarte Zee bij de Straat van Kertsj plaatsvond, dreigt de vorm van een milieuramp aan te nemen.
- Onderhandelaars melden een doorbraak in de vredesbesprekingen tussen de Filipijnse overheid en de grootste islamitische afscheidingsbeweging, het MILF. Door afspraken over de grenzen van een toekomstig autonoom gebied (het MILF wil een onafhankelijke, islamitische staat op de zuidelijke Filipijnen) verwacht men in 2008 tot een definitief verdrag te kunnen komen.
- In Bangladesh vinden ten minste 3000 mensen de dood en slaan meer dan 600 000 naar het binnenland op de vlucht vanwege de zeer zware cycloon Sidr. Deze kwam de dag ervoor aan land en deed het waterpeil met vijf meter stijgen.
- De first person shooter Crysis wordt uitgebracht in Europa en Noord-Amerika

### 17 november
- Het klimaatpanel van de Verenigde Naties, het IPCC, brengt een samenvatting van drie eerder in 2007 uitgebrachte rapporten uit, waarin wordt gesteld dat de Aarde hoe langer hoe meer op een warme periode afstevent en dat het klimaatveranderingsproces al gaande is. Het rapport dient als basis voor de besprekingen over een nieuw Klimaatverdrag, die in december 2007 op Bali zullen worden gehouden.

### 18 november
- In de Zasjadko-mijn in de Donetsbekken in Oost-Oekraïne vindt op duizend meter diepte een explosie plaats, veroorzaakt door methaangas. 65 mijnwerkers komen om het leven. 35 kompels zitten nog in de kolenmijn opgesloten; hun overlevingskans wordt klein geacht.
- 35 000 Belgen houden een mars in Brussel om te pleiten voor de eenheid van hun land. Zeventig procent van de demonstranten is Waals; dertig procent is Vlaams. Alleen aan Waalse zijde lopen belangrijke politieke personen mee.

### 19 november
- Het voormalige Cambodjaanse staatshoofd Khieu Samphan ("Broeder nummer vijf") wordt voorgeleid voor het Cambodjatribunaal. Khieu was van 1976 tot 1979 voorzitter van de staatsraad toen de beruchte Rode Khmer aan de macht was. Hij heeft de door de Rode Khmer gepleegde massamoorden ontkend. Alle vijf nog levende kopstukken van de Rode Khmer zijn nu in handen van het tribunaal.

### 20 november
- De Italiaanse minister van Cultuur en Toerisme Francesco Rutelli meldt dat wetenschappers denken een grot van de legende van Romulus en Remus onder de Palatijn in Rome waar eeuwen naar is gezocht gevonden te hebben.

### 21 november
- VVD-voorzitter Jan van Zanen maakt bekend dat hij per 1 mei 2008 zijn functie wegens "tropenjaren" neerlegt.
- Het Land van Ooit sluit definitief de deuren

### 22 november
- De Nederlands minister Ernst Hirsch Ballin gaat werken aan een wetsvoorstel waarin het verschoningsrecht voor journalisten wettelijk wordt vastgelegd.

### 23 november
- Het cruiseschip Explorer is zinkende nadat het ten noorden van Antarctica in botsing kwam met een ijsschots. De passagiers, waaronder 15 Nederlanders en 2 Belgen, zijn ongedeerd.
- In onder meer Amsterdam, Purmerend, Middelburg, 's-Hertogenbosch, Harlingen en Zaandam protesteren duizenden middelbare scholieren tegen de hoge werkdruk, de 1040-urennorm van lesuren en de slechte kwaliteit van het onderwijs. De middelbare scholieren laten het autoverkeer stoppen en stilstaan. In sommige steden lopen de protesten uit de hand en moet de politie ingrijpen.
- Vanwege het dreigende lerarentekort beslist het Nederlandse kabinet dat leraren langer voor de klas moeten staan en dat de 40-urige werkweek de norm moet worden. Verder krijgen docenten die werken op moeilijke scholen een tijdelijke toeslag van 5 tot 10 procent.

### 24 november
- In Moskou wordt een week voor de verkiezingen oppositieleider en voormalig schaker Garri Kasparov opgepakt en veroordeeld tot vijf dagen cel wegens het leiden van een demonstratie tegen president Poetin waar door de autoriteiten geen toestemming voor was gegeven.

### 25 november
- In de noordelijke Parijse voorsteden Arnouville-lès-Gonesse en Villiers-le-Bel breken 's avonds tussen jongeren en de politie ernstige rellen uit, nadat twee jongeren die zonder helm op een gestolen mini-crossmotor rijden bij een botsing met een politieauto de dood vinden. Wikinieuws
- De aan GroenLinks gelieerde jongerenorganisatie DWARS roept scholieren op om op 26 november nogmaals te gaan staken tegen de norm van 1040 lesuren per jaar in de onderbouw, waarbij men tevens benadrukt dat ditmaal zonder geweld te doen. Scholierenorganisatie LAKS steunt de oproep niet.
- De gemeente Enschede wint de Gouden Piramide 2007 met wederopbouw van de woonwijk Roombeek.
- In delen van de Amerikaanse staat Californië heeft gouverneur Arnold Schwarzenegger de noodtoestand afgekondigd, nadat natuurbranden meer dan vijftig gebouwen in Malibu hebben verwoest. Zo'n 10 000 mensen zijn tijdelijk geëvacueerd.

### 26 november
- Op diverse plaatsen in Nederland demonstreren middelbare scholieren tegen de 1040-urennorm. In de meeste gevallen gaat het er rustig aan toe. En laten de middelbare scholieren het autoverkeer stoppen en stilstaan. In Amsterdam, Hilversum, Deventer, Zwolle en Den Haag gaan de demonstraties gepaard met ongeregeldheden. In laatstgenoemde plaats wordt het gebouw van de Tweede Kamer met eieren bekogeld en proberen scholieren tevergeefs op het Binnenhof te komen.

### 27 november
- Volgens een onderzoek van het Nederlands Instituut voor Oorlogsdocumentatie is de in 2006 postuum in opspraak geraakte Nederlandse natuurkundige en Nobelprijswinnaar Peter Debye (overleden in 1966) geen antisemiet en geen fout persoon in de Tweede Wereldoorlog geweest; wel zou hij zich uit carrièreoverwegingen opportunistisch hebben gedragen.
- In de Amerikaanse plaats Annapolis wordt op initiatief van de Verenigde Staten een internationale vredesconferentie over het Arabisch-Israëlisch conflict gehouden. Met deze bijeenkomst willen de VS het vredesproces nieuw leven inblazen wat uiteindelijk in de oprichting van een zelfstandige Palestijnse staat in samenhang met een beëindiging van de Palestijnse terroristische activiteiten moet leiden.

### 28 november
- De Pakistaanse president Pervez Musharraf draagt na grote internationale druk, vooral van de VS, het bevel over de strijdkrachten van zijn land over aan generaal Ashfaq Kayani en wordt op 29 november als burgerpresident beëdigd.
- Bij Christie's in Londen wordt een Fabergé-ei geveild voor 12,5 miljoen euro, de hoogste prijs die ooit voor een Russisch kunstwerk is betaald.

### 29 november
- Ping An Insurance, de op een na grootste levensverzekeringsmaatschappij van de Volksrepubliek China, betaalt 1,8 miljard euro voor een belang van 4,2 procent in Fortis en wordt daarmee de grootste aandeelhouder van deze Belgisch-Nederlandse bank-verzekeringsmaatschappij.

### 30 november
- In Rochester (New Hampshire) houdt een gestoorde man enige tijd vijf mensen gegijzeld in het lokale campagnekantoor van Hillary Clinton. Er vallen geen slachtoffers.
- Nederlands minister Camiel Eurlings maakt bekend dat rekeningrijden gefaseerd wordt ingevoerd vanaf 2011. In 2016 moet het systeem volledig actief zijn.
- In Suriname begint het proces tegen de verdachten van de Decembermoorden.
- 56 personen komen om het leven doordat Atlasjet-vlucht 4203 nabij het zuidwestelijke Turkse stadje Keçiborlu neerstort.
- Een scholierendemonstratie op het Amsterdamse Museumplein verloopt relatief rustig. 15.000 scholieren protesteren daar tegen de norm van 1040 lesuren waaraan staatssecretaris Marja van Bijsterveldt wil vasthouden. Er worden 60 personen aangehouden.

<< · januari · februari · maart · april · mei · juni · juli · augustus · september · oktober · november · december · >>